# ヨコハマ・ラジアンヌスタイル
『ヨコハマ・ラジアンヌスタイル』（YOKOHAMA RADIANNE STYLE）は、2012年10月1日から2016年9月29日まで、4年間にわたりラジオ日本で放送された昼のワイド番組・音楽番組である。通称は『はまいる』で番組のメッセージテーマ愛称にも用いられた。

## 概要
前番組『ビートゴーズオン』（BEAT GOES ON）の後を受け開始された。『ミュージック・パワーステーション』（Music Power Station）や『ビートゴーズオン』では、主に60年代〜80年代の洋楽・邦楽を中心に放送されたが、本番組からはJ-POP（人気の楽曲・最新曲）を中心にオンエアする番組構成となった。
また、それまでのラジオ日本の昼の時間帯の番組は東京・麻布台から放送されたが、本番組から横浜・長者町の特設サテライトスタジオ「カフェ・ラジアンヌ」からの生放送番組となった。

## タイムテーブル
- 12:00　オープニング
オープニングトーク終了後邦楽をノンストップでかけていく。
- 12:10　（木）東塚ティップス
- 12:30　ラジオ日本ニュース・天気予報
- 12:35　甲子園をめざして!（毎年5月中旬〜7月上旬に期間限定で放送）
前番組からの継続。神奈川県内の各高校放送部が制作した応援音源をオンエアする。
- 13:20　（月・火）今日もヨミダスつかっチャオ!／（水）SATOYAMA in KANAGAWA（2015年3月26日まで）／（木）何でも応援団
- 13:30　（木）東塚ティップス
- 13:45　今日も日テレ
前番組からの継続
- 13:50　ラジオ日本ニュース・天気予報
- 14:05　1422ラジオ日本交通情報（神奈川県警・警視庁・千葉県警）
- 14:10　（火）Yuko's セレクション
- 14:30　交通情報（神奈川県警・警視庁）
- 14:35　（木）東塚ティップス
- 14:50　エンディング

## 出演者

### ディスクジョッキー
- 安田佑子（月曜,火曜）
- 栗林さみ（水曜,木曜）※2015年4月2日より。

### レポーター
- 東塚菜実子（木曜→｢東塚ティップス｣担当）

### 過去の出演者
- 野口綾子（水・木曜パーソナリティ。開始から2015年3月26日まで）
- 光井愛佳（水曜コーナー「SATOYAMA in KANAGAWA」担当。開始から2015年1月15日まで）